# 能見善久
能見 善久（のうみ よしひさ、1948年2月27日 - ）は、日本の法学者。専門は民法。東京大学名誉教授。学習院大学教授。東京都品川区出身。四宮和夫門下。

## 人物
学習院中・高等科を経て、東京大学法学部卒業。学習院の同級生に元総務大臣の鳩山邦夫、作曲家の都倉俊一、日本郵政社長の長門正貢、元朝日新聞編集委員の萩谷順などがいる。
不法行為法・契約法、環境法の基礎理論、信託と法人等について主に研究している。内戦後のカンボジアにおける法整備の支援にも尽力している。その後、2009年にカンボジア政府から勲章を授与されている。民法学者で同様に信託法で名高い四宮和夫に師事。

## 略歴
- 1967年03月 - 学習院高等科卒業
- 1972年03月 - 東京大学法学部卒業
- 1972年04月 - 東京大学法学部助手（民法）
- 1975年08月 - 東京大学法学部助教授
- 1986年12月 - 東京大学法学部教授
- 1991年04月 - 東京大学大学院法学政治学研究科教授
- 2008年03月 - 東京大学退職
- 2008年04月 - 学習院大学大学院法務研究科教授
- 2008年06月 - 東京大学名誉教授

## 社会的活動
- 信託法学会理事長
- 日本私法学会理事長
- 公益法人制度改革に関する有識者会議構成員
- 新たな公益法人制度への移行準備に関する研究会座長
- 公益法人の効率的・自律的な事業運営の在り方等に関する研究会座長
- 原子力委員会原子力損害賠償制度専門部会構成員
- 有限責任事業組合制度に関する研究会座長
- 国土開発幹線自動車道建設会議委員
- 原子力損害賠償紛争審査会会長

## 著書

### 単著
- 『現代信託法』（有斐閣、2004年10月）

### 共著
- 『民法講義6不法行為』（有斐閣大学叢書）のうち、「特殊な不法行為（3）民法719条を中心として」（1977年）
- 『民法講義5契約』（有斐閣大学叢書）のうち、「委任・寄託」（1978年）
- 『注釈民法（10）』(419条から422条）（有斐閣、1987年）
- 『民法総則（第八版）』（四宮和夫の著書を共著の形式で継承）（弘文堂、2010年5月）